# Näätämöjoki
Der Näätämöjoki (norwegisch Neidenelva, nordsamisch Njávdámjohka) ist ein 100 km langer Fluss in Finnisch-Lappland und im Fylke Finnmark in Norwegen.

## Geographie
Der Näätämöjoki entwässert den See Iijärvi im äußersten Norden Finnlands und fließt von Südwesten nach Nordosten zum Neidenfjord, der in den Kjøfjord und damit in den Varangerfjord und in die Barentssee übergeht. Der Fluss fließt zum großen Teil durch eine völlig einsame und unzugängliche Naturlandschaft. Seen und kurze Schluchtabschnitte lösen sich ab.
Die früher zusammengehörenden Orte Näätämö und Neiden liegen am Flusslauf und gaben diesem in beiden Sprachen seinen Namen.

## Touristisches
Der Näätämöjoki ist ein beliebter Angelfluss sowie ein Fluss mit hohem Schwierigkeitsgrad, um mehrtägige Kanuwandertouren zu unternehmen.